# 雋泰控股
雋泰控股有限公司，簡稱雋泰控股，前身「國金資源控股有限公司」（英語：AMCO United Holding Limited，港交所：0630），在2010年9月15日，從輝影國際集團有限公司更名而來，業務主要經營買賣及開採礦產資源、採礦、製造，以及環保再造及銷售電腦打印及影像產品、製造、銷售及分銷數據媒體產品。
該主席為葉泳倫先生，總部位於香港九龍九龍灣宏照道38號企業廣場5期1座33樓3303-3304室。以美國比重最多，其次是中國。

## 連結
- GuojinResources.com